# Personnages de Uma Musume Pretty Derby
 (mai 2025).
 (mai 2025).
Le contenu est difficilement compréhensible vu les erreurs de traduction, qui sont peut-être dues à l'utilisation d'un logiciel de traduction automatique.
Voici une liste des personnages qui apparaissent dans la franchise médiatique Uma Musume Pretty Derby.
La plupart des cavalières portent le nom de célèbres chevaux de course japonais légendaires et s'inspirent de leur carrière et de leur personnalité. Chaque cavalière porte un ruban ou un autre accessoire sur une oreille (ou porte un chapeau qui s'incline vers une oreille); si c'est sur l'oreille droite de la fille (On parle bien ici de son oreille droite), alors l'homonyme de cette fille était un étalon, ou si c'est sur l'oreille gauche de la fille, alors son homonyme était une jument,.

## Les principales cavalières de la série animée télévisée
Les personnages principaux apparaissant dans l'anime télévisé produit par PA Works et Studio Kai.

### Équipe Spica (anime uniquement)
L'équipe Spica (チーム〈スピカ〉, Chīmu Supika) est l'équipe principale des première, deuxième et troisième saisons de l'anime. Ce concept n'apparaît pas dans d'autres médias, comme les jeux vidéo.
Special Week (スペシャルウィーク, Supesharu Wīku)
Voix japonaise : Azumi Waki (ja)
Elle incarne le personnage principal de la première saison de l'anime et du dernier chapitre de la première partie de l'histoire principale du jeu vidéo. Jeune cavalière élevée à Hokkaido, sa mère biologique est décédée peu après sa naissance, et sa mère humaine l'a élevée pour devenir la meilleure cavalière du Japon.
Silence Suzuka (ja) (サイレンススズカ, Sairensu Suzuka)
Voix japonaise : Marika Kōno
Elle est la co-protagoniste de la première saison de l'anime et le protagoniste du chapitre 5 de la première partie de l'histoire principale du jeu vidéo. Une jeune cavalière accomplie. Elle a une génération de moins qu'Air Groove et une génération de plus que Special Week, et est sa colocataire et coéquipière. Ses courses, ses performances et son amitié inspirent Special Week. Son objectif est de faire rêver les gens, et elle est convaincue que c'est ce que signifie être la meilleure cavalière. Plus tard dans l'anime, elle part pour l'Amérique. Dans l'histoire principale du jeu vidéo, elle devient membre de l'équipe Sirius grâce aux conseils de Special Week et de l'entraîneur. Dans le jeu vidéo Party Dash, elle est membre de l'équipe Freesia.
Tokai Teio (トウカイテイオー, Tōkai Teiō)
Voix japonaise : Machico
Elle incarne le personnage principal de la deuxième saison de l'anime. Une cavalière talentueuse de l'équipe de la Semaine Spéciale. Elle est d'une génération plus jeune que Mejiro McQueen et d'une génération plus âgée que Rice Shower. Elle voue une profonde admiration à la présidente du conseil étudiant, Symboli Rudolf, et souhaite un jour la surpasser. Elle devient la rivale de Mejiro McQueen, mais souffre de blessures répétées. Dans BNW's Oath, elle participe à la course de relais au sein de l'équipe W. Dans le jeu vidéo Party Dash, elle est membre de l'équipe Rose.
Vodka (ウオッカ, Uokka)
Voix japonaise : Ayaka Ōhashi
C’est une jeune fille de cheval qui est une junior de Special Week, est l’une des trois premières à rejoindre l’équipe avec Daiwa Scarlet.
Daiwa Scarlet (ja) (ダイワスカーレット, Daiwa Sukāretto)
Voix japonaise : Chisa Kimura
C’est aussi une jeune fille de cheval qui est une junior de Special Week et est une rivale de Vodka.
Gold Ship (ゴールドシップ, Gōrudo Shippu)
Voix japonaise : Hitomi Ueda
Elle est l'héroïne du manga PisuPisu☆SupiSupi Golshi-chan. C'est une cavalière atypique, d'une génération plus jeune qu'Orfevre et d'une génération plus âgée que Copano Ricky. Dans l'anime, elle fait partie de l'équipe de la Semaine Spéciale, Spica. Quelque peu excentrique, elle semble éprouver une profonde admiration et une rivalité amicale avec Mejiro McQueen. Au départ, elle était la seule membre de l'équipe. Dans BNW's Oath, elle participe à la course de relais au sein de l'équipe N. Dans l'histoire principale du jeu vidéo, elle rejoint l'équipe Sirius après Mejiro McQueen, mais elle n'est pas encore en forme et participe rarement aux courses. Dans PisuPisu☆SupiSupi Golshi-chan, elle est élève de maternelle dans la classe Ninjin de l'école maternelle Midori, et son comportement excentrique perturbe son professeur principal, Manami-sensei, et ses camarades. Dans le jeu vidéo Party Dash, elle est membre de l'équipe Rose.
Mejiro McQueen (メジロマックイーン, Mejiro Makkuīn)
Voix japonaise : Saori Ōnishi
Elle est la co-protagoniste de la deuxième saison de l'anime et le protagoniste du chapitre 1 de la première partie de l'histoire principale du jeu vidéo. Cavalière de la célèbre famille Mejiro, elle est deux générations plus jeune qu'Oguri Cap et une génération plus âgée que Tokai Teio. Dans l'anime, elle a rejoint l'équipe de Special Week après avoir été sollicitée à plusieurs reprises par Gold Ship. Elle peut paraître froide et directe au premier abord, mais elle se soucie réellement des autres et est prête à les aider en cas de besoin.
Dans BNW's Oath, elle participe à la course de relais au sein de l'équipe B. Dans l'histoire principale du jeu vidéo, elle est la seule membre restante de l'équipe Sirius et courra avec un nouvel entraîneur.
Dans le jeu vidéo Party Dash, elle est membre de l'équipe Rose.
Kitasan Black (キタサンブラック, Kitasan Burakku)
Voix japonaise : Hinaki Yano
Elle incarne le personnage principal de la troisième saison de l'anime. C'est une jeune fille brillante, une génération plus jeune que Sounds of Earth et une génération plus âgée que Satono Diamond. Elle est apparue pour la première fois dans l'anime lors de la deuxième saison. C'est une cavalière fan de Tokai Teio. Elle est à l'école primaire dans la deuxième saison et s'inscrit à l'Académie Tracen dans le dernier épisode. Elle a une amie d'enfance nommée Satono Diamond. Dans la troisième saison, elle rejoint l'équipe Spica.

### Équipe Rigil (anime uniquement)
L'équipe Rigil (チーム〈リギル〉, Chīmu Rigiru) est l'équipe rivale des première, deuxième et troisième saisons de l'anime. Ce concept n'apparaît pas dans d'autres médias, comme les jeux vidéo.
Symboli Rudolf (シンボリルドルフ, Shinbori Rudorufu)
Voix japonaise : Azusa Tadokoro
Présidente du conseil des élèves de l'académie. Elle fait partie des Cavalières de la Triple couronne. Elle est d'une génération plus jeune que M. C.B. et d'une génération plus âgée que Sirius Symboli.
Dans le manga Cinderella Gray, elle a intégré Oguri Cap à l'académie centrale.
Dans le jeu vidéo Party Dash, elle est membre de l'équipe Rose.
Air Groove (エアグルーヴ, Ea Gurūvu)
Voix japonaise : Ruriko Aoki
Vice-présidente du conseil étudiant de l'académie. Elle est d'une génération plus jeune que Mayano Top Gun et d'une génération plus âgée que Silence Suzuka, et est également sa rivale. Elle prend également bien soin de Duramente.
Dans le jeu vidéo Party Dash, elle est membre de l'équipe Freesia.
Narita Brian

Fuji Kiseki (ja) (フジキセキ)
Elle est directrice du dortoir de Rittō. Elle appelle la jeune fille de cheval « Pony-chan ». Elle est de la même génération que Mayano Top Gun.

Hishi Amazon (ja) (ヒシアマゾン)
Voix japonaise : Yuiko Tatsumi
Directrice du dortoir de Miho, elle est très exigeante en matière de confrontation. C'est une rivale de la même génération que Narita Brian.
Grass Wonder (グラスワンダー, Gurasu Wandā)
Voix japonaise : Rena Maeda
Une cavalière américaine de la même génération que Special Week et son amie. Blessée, elle est temporairement incapable de concourir, mais aspire à retrouver sa vitesse d'antan et à surpasser Silence Suzuka.
Dans le jeu vidéo Party Dash, elle est membre de l'équipe Cosmos.
El Condor (エルコンドルパサー, El Condor Pasa)
Voix japonaise : Minami Takahashi
Une cavalière américaine formée à l'étranger qui aspire à participer à des courses internationales. De la même génération que Special Week, elle la considère comme une rivale, mais reste en bons termes avec elle même lorsqu'elle concourt ensemble. Dans le jeu vidéo Party Dash, elle est membre de l'équipe Cosmos.
Maruzensky (ja) (マルゼンスキー, Maruzensukī)
Voix japonaise : Lynn
C'est la cavalière la plus forte, surnommée « supercar » ou « monstre ». Elle représente la plus ancienne génération de cavalières non PNJ.
Dans le manga Cinderella Gray, elle évoque ses véritables sentiments lorsqu'elle n'a pas pu participer au derby japonais en raison du règlement de l'époque.
Taiki Shuttle (タイキシャトル, Taiki Shatoru)
Voix japonaise : Yuka Ōtsubo
Elle est de la génération de Silence Suzuka des États-Unis et possède les meilleures performances de sprint.
T.M. Opera O

Daring Tact (デアリングタクト, Dearingu Takuto)
Voix japonaise : Hina Yōmiya
Elle est la plus jeune génération de cavalières. Elle fait partie du groupe des Triple Tiares.
Apparue dans l'anime lors de la troisième saison, elle est membre de l'équipe Rigil.

### Famille Mejiro
Une famille qui utilise principalement le nom Mejiro. Ce concept existait avant la création de l'anime et apparaît dans l'anime depuis la première saison.
Mejiro McQueen

Mejiro Ryan (ja) (メジロライアン, Mejiro Raian)
Voix japonaise : Afumi Hashi
Elle représente les générations Mejiro McQueen et Mejiro Palmer de la famille Mejiro et se soucie de ses cadets, Mejiro Dober et Mejiro Bright. Elle apparaît pour la première fois dans l'anime lors de la première saison. Elle est également amie avec Silence Suzuka dans la première saison.
Dans le manga Cinderella Gray, elle participera à la dernière course d'Oguri Cap.
Mejiro Palmer (ja) (メジロパーマー, Mejiro Pāmā)
Voix japonaise : Yuri Noguchi
Membre de la famille Mejiro, elle appartient à la même génération que Mejiro McQueen et Mejiro Ryan. Elle est douée pour la fugue.
Apparue dans l'anime lors de la deuxième saison, elle rencontre Daitaku Helios et se lie d'amitié avec lui.
Mejiro Dober (ja) (メジロドーベル, Mejiro Dōberu)
Voix japonaise : Hikari Kubota
Cavalière de la génération Silence Suzuka, elle respecte Mejiro Ryan, un aîné de la famille Mejiro. Elle n'est pas douée avec les hommes. Elle apparaît pour la première fois dans l'anime lors de la première saison, alors qu'elle dînait avec Mejiro Ryan avec Mejiro McQueen, de retour chez lui.
Dans le jeu vidéo Party Dash, elle est membre de l'équipe Freesia.
Mejiro Bright (ja) (メジロブライト, Mejiro Buraito)
Voix japonaise : Ayaka Ōnishi
Cavalière de la génération Silence Suzuka, elle entretient de bonnes relations avec Mejiro Dober, de la même génération qu'elle au sein de la famille Mejiro. Comparée aux autres cavalières, elle est très douce. Elle apparaît pour la première fois dans l'anime dans Beginning of a New Era, où elle incarne l'une des cavalières précédentes.
Dans le jeu vidéo Party Dash, elle est membre de l'équipe Freesia.
Mejiro Ardan

Mejiro Ramonu (メジロラモーヌ, Mejiro Ramōnu)
Voix japonaise : Nao Tōyama
Elle est la sœur aînée de Mejiro Ardan. Elle est d'une génération plus jeune que Sirius Symboli et d'une génération plus âgée que Tamamo Cross, ce qui fait d'elle le premier cheval Triple Tiare de l'histoire.
Elle est apparue pour la première fois dans l'anime « Beginning of a New Era » comme l'une des précédentes Horse Girl.

### Autres cavalières principales de la première saison de l'anime
Seiun Sky (セイウンスカイ, Seiun Sukai)
Voix japonaise : Akari Kitō
C'est une rivale de la génération Special Week qui a participé à des courses classiques. Elle a une personnalité décontractée. Apparue dans l'anime lors de la première saison, elle participera à la course classique aux côtés de ses rivales Special Week et King Halo.
Dans BNW's Oath, elle participe à la course de relais au sein de l'équipe N.
Dans le jeu vidéo Party Dash, elle est membre de l'équipe Cosmos.
King Halo
C'est une rivale de la génération Special Week qui a participé à des courses classiques.
Haru Urara (ハルウララ)
Voix japonaise : Yukina Shuto
Elle est l'héroïne du manga Haru Urara, Do Your Best!.
Elle appartient à la génération de T.M. Opera O et est la première cavalière à s'adresser à Special Week. Elle court sur un hippodrome local de Kochi.
Apparue dans l'anime lors de la première saison, elle a été la première à s'adresser à Special Week en classe.

### BNW
BNW est le personnage principal de l'OVA BNW's Oath. Il s’agit d’un concept qui existe dans le contexte historique des chevaux de course réels en 1993.
Biwa Hayahide (ja) (ビワハヤヒデ)
Voix japonaise : Yui Kondo
Elle représente la nouvelle génération de Rice Shower et est la sœur aînée de Narita Brian, ce qui la rend plus âgée d'une génération. Elle se soucie de sa grosse tête. Elle et sa sœur sont apparues pour la première fois dans l'anime lors de la première saison.
Dans Oath de BNW, elle participe à la course de relais en tant que leader de l'équipe B.
Narita Taishin (ja) (ナリタタイシン)
Voix japonaise : Keiko Watanabe
Rivale de Biwa Hayahide et Winning Ticket de la même génération, elle est née petite, mais elle fait de son mieux. Elle est apparue pour la première fois dans l'anime dans BNW's Oath, où elle participe à la course de relais en tant que leader de l'équipe N.
Winning Ticket (ja) (ウイニングチケット, Uiningu Chiketto)
Voix japonaise : Yui Watanabe
Elle est la protagoniste du chapitre 3 de la partie 1 de l'histoire principale du jeu vidéo.
Elle est la rivale de Biwa Hayahide et Narita Taishin de la même génération et possède une personnalité directe. Elle est apparue pour la première fois dans l'anime dans la première saison, et est également amie avec Silence Suzuka dans la première saison de l'anime. Dans BNW's Oath, elle participe à la course de relais en tant que leader de l'équipe W.
Dans l'histoire principale du jeu vidéo, elle sera membre de l'équipe Sirius après Rice Shower, dans le but de remporter le derby japonais.

### Équipe Canopus (anime uniquement)
L'équipe Canopus (チーム〈カノープス〉, Chīmu Kanōpusu) est l'équipe rivale des deuxième et troisième saisons de l'anime. Ce concept n'apparaît pas dans d'autres médias, comme les jeux vidéo.
Nice Nature (ja) (ナイスネイチャ, Naisu Neicha)
Voix japonaise : Kaori Maeda
Elle est une génération de Tokai Teio, et bien qu'elle ne soit pas très performante, elle travaille très dur. Elle est apparue pour la première fois dans l'anime lors de la première saison.
Elle est également amie avec Silence Suzuka dans la première saison de l'anime.
Twin Turbo (ja) (ツインターボ, Tsuin Tābo)
Voix japonaise : Miharu Hanai
Elle est une génération de Tokai Teio, et bien qu'elle ne soit pas très performante car elle court à pleine puissance sur n'importe quelle distance, elle considère unilatéralement Tokai Teio comme une rivale.
Ikuno Dictus (ja) (イクノディクタス, Ikuno Dikutasu)
Voix japonaise : Masumi Tazawa
Elle est une génération de Mejiro McQueen et se trouve également dans la même chambre du dortoir. Elle fait attention à ne pas se blesser.
Matikanetannhauser (ja) (マチカネタンホイザ, Machikane Tanhoiza)
Voix japonaise : Hikaru Tono
Elle est d'une génération comme Rice Shower et court souvent les mêmes courses. Elle n'a pas de chance et saigne souvent du nez.
Sounds of Earth (ja) (サウンズオブアース, Saunzu Obu Āsu)
Voix japonaise : Makiko
Elle est apparue pour la première fois dans l'anime lors de la troisième saison, elle est membre de l'équipe Canopus. Elle est Copano Ricky d'une génération plus jeune et Kitasan Black d'une génération plus âgée.
Dans le jeu vidéo Party Dash, elle est membre de la Team Iris.
Royce and Royce (ja) (ロイスアンドロイス, Roisu Ando Roisu)
Voix japonaise : Rui Tanabe
Elle est apparue pour la première fois dans l'anime lors de la troisième saison, elle est membre de l'équipe Canopus. Elle est une génération comme BNW.
Dans le jeu vidéo Party Dash, elle est membre de la Team Iris.

### Autres cavalières principales de la deuxième saison de l'anime
Mihono Bourbon (ja) (ミホノブルボン, Mihono Burubon)
Voix japonaise : Ikumi Hasegawa
Elle est une rivale de la génération Rice Shower et son maître lui a appris à être si rigoureuse qu'on la surnomme « cyborg ».
Elle est apparue pour la première fois dans l'anime Oath de BNW, où elle participe à la course de relais au sein de l'équipe N.
Rice Shower
Elle est une rivale de la génération Mihono Bourbon qui a participé à des courses classiques.

Matikanefukukitaru
Apparue dans l'anime lors de la première saison, elle a ouvert un salon de voyance lors du festival scolaire. Son apparition majeure se situe dans la deuxième saison.

Meisho Doto
Apparue dans l'anime lors de la première saison, elle est l'assistante de Matikanefukukitaru, voyante à l'académie. Elle fait sa grande apparition dans la deuxième saison.

Daitaku Helios
Elle rencontre et se lie d'amitié avec Mejiro Palmer.

### Équipe Capella (anime uniquement) / Famille Satono
L'équipe Capella (チーム〈カペラ〉, Chīmu Kapera) est l'équipe rivale de la troisième saison de l'anime, composée de membres de la famille Satono. La famille Satono est un clan qui utilise principalement le nom Satono. Ils apparaissent dans la troisième saison de l'anime et dans le jeu vidéo.
Satono Diamond (サトノダイヤモンド, Satono Daiyamondo)
Voix japonaise : Hina Tachibana
Elle est la co-protagoniste de la troisième saison de l'anime.
C'est une cavalière d'une génération plus jeune que Kitasan Black. Elle est apparue pour la première fois dans l'anime lors de la deuxième saison. Fan de Mejiro McQueen, elle est dans la même classe d'école primaire que Kitasan Black dans la deuxième saison de l'anime et s'inscrit à l'Académie Tracen dans le dernier épisode. Dans la troisième saison, elle rejoint l'équipe Capella.
Satono Crown (サトノクラウン, Satono Kuraun)
Voix japonaise : Sayumi Suzushiro
Elle fait partie de la génération de Kitasan Black et est apparentée à Satono Diamond, un membre de la famille Satono.
Apparue pour la première fois dans l'anime 1st Anniversary Special Animation, elle a étudié à l'étranger pendant l'école primaire, puis s'est inscrite à l'Académie Tracen et a retrouvé Satono Diamond.
Dans le jeu vidéo Party Dash, elle est membre de l'équipe Iris.

### Autres cavalières principales de la troisième saison de l'anime
Cheval Grand (シュヴァルグラン, Shuvaru Guran)
Voix japonaise : Yūko Natsuyoshi
She is part of Kitasan Black's generation. She missed her classical year run.
She first appeared in the anime in 1st Anniversary Special Animation, she is troubled by the fact that she has lagged behind her older and younger sisters in winning Grade 1 races.
In the video game Party Dash, she is a member of Team Iris.
Duramente (ドゥラメンテ, Duramente)
Voix japonaise : Akina (ja)
She is part of Kitasan Black's generation. She beats Kitasan in Satsuki Shō and Nippon Derby.
She first appeared in the anime in the third season, at first, she only thought about herself and didn't even know about Kitasan Black.
In the video game Party Dash, she is a member of Team Iris.
Verxina (ヴィルシーナ, Virushiina)
Voix japonaise : Kaya Okuno
She is part of Gold Ship's generation. Cheval Grand's older sister. She finished 2nd place in both Oka Sho, Oaks, and Shuka Sho.
Verxina and Vivlos first appeared in the anime in the third season, concerned about Cheval Grand.
Vivlos (ヴィブロス, Viburosu)
Voix japonaise : Ayasa Itō
Cheval Grand's younger sister. She wished to go to Dubai. She is of the same generation as Satono Diamond.

## Les principales cavalières deCinderella Gray
Les personnages principaux du manga Cinderella Gray.
Oguri Cap (オグリキャップ, Oguri Kyappu)
Voix japonaise : Tomoyo Takayanagi
Elle est l'héroïne du manga Cinderella Gray.
C'est une cavalière surnommée « Monstre aux Cheveux Gris » et transférée de l'Académie Tracen de Kasamatsu à l'Académie Tracen du Japon. Elle est d'une génération plus jeune que Tamamo Cross et de deux générations plus âgée que Mejiro McQueen. C'est une grande mangeuse.
Apparue dans l'anime lors de la première saison, elle incarne une figure emblématique de sa génération, aux côtés de Tamamo Cross, Super Creek et Inari One.
Dans l'histoire principale du jeu vidéo, elle était une ancienne membre de l'équipe Sirius et a quitté l'équipe à sa retraite.
Tamamo Cross (タマモクロス, Tamamo Kurosu)
Voix japonaise : Naomi Ōzora
Elle est d'une génération plus jeune que Sirius Symboli et d'une génération plus âgée qu'Oguri Cap, et est la plus grande rivale du jeune Oguri Cap. On la surnomme « l'Éclair Blanc ».
Tamo Cross, Super Creek et Inari One sont apparues pour la première fois dans l'anime lors de la première saison, confiant à Oguri Cap le rôle de représentante de leur génération.
Super Creek (ja) (スーパークリーク, Sūpā Kurīku)
Voix japonaise : Kana Yūki
Elle est également une rivale de la génération Oguri Cap et est surnommée « Les Trois Éternels les Plus Forts » avec Oguri Cap et Inari One.
Dans BNW's Oath, elle participe à la course de relais au sein de l'équipe B.
Inari One (ja) (イナリワン, Inari Wan)
Voix japonaise : Haruno Inoue
Elle est de la même génération que Tamamo Cross, est une rivale d'Oguri Cap pour remplacer Tamamo Cross et a également été transférée d'une académie locale.
Gold City (ja) (ゴールドシチー, Gōrudo Shichī)
Voix japonaise : Saki Kosaka
Elle appartient à la même génération que Tamamo Cross. C'est une belle cavalière, coiffeuse et mannequin.
Elle est apparue pour la première fois dans l'anime Oath de BNW. Elle a ouvert un salon de beauté lors du festival de l'école.
Yaeno Muteki (ja) (ヤエノムテキ)
Voix japonaise : Ayumi Hinohara
Elle est issue d'une génération d'Oguri Cap et participe à des courses classiques auxquelles Oguri Cap ne peut pas participer.
Yaeno Muteki, Mejiro Ardan et Sakura Chiyono O sont apparues pour la première fois dans l'anime «Beginning of a New Era», où elles se promènent toutes les trois dans l'académie.
Mejiro Ardan (ja) (メジロアルダン, Mejiro Arudan)
Voix japonaise : Saya Aizawa
Elle a également participé à des courses classiques auxquelles Oguri Cap ne peut pas participer, mais elle est blessée et se sent malade.
Sakura Chiyono O (ja) (サクラチヨノオー, Sakura Chiyono'ō)
Voix japonaise : Ruriko Noguchi
Elle a également participé à des courses classiques auxquelles Oguri Cap ne peut pas participer, mais elle se blesse après le Derby du Japon.
Bamboo Memory (ja) (バンブーメモリー, Banbū Memorī)
Voix japonaise : Kotomi Aihara
Elle est également une rivale de la génération Oguri Cap, mais cela n'a pas fonctionné quand elle était jeune.
Elle est apparue pour la première fois dans l'anime «Beginning of a New Era» comme l'une des précédentes filles-chevaux.

## Les principales cavalières de l'histoire du jeu vidéo
Les personnages principaux apparaissant dans l'histoire du jeu vidéo. L'histoire se déroule différemment de celle de l'anime télévisé.

### Équipe Sirius (jeu vidéo uniquement)
L'équipe Sirius (チーム〈シリウス〉, Chīmu Shiriusu) est l'équipe principale de la première partie de l'histoire principale du jeu vidéo. Ce concept n'apparaît pas dans d'autres médias, comme les animés.
Casquette Oguri
Elle était un ancien membre de l'équipe Sirius.
Mejiro McQueen
Elle sert de protagoniste au chapitre 1 de la partie 1 de l'histoire principale du jeu vidéo.
Navire d'or
Elle est membre de l'équipe Sirius.
Rice Shower (ライスシャワー, Raisu Shawā)
Voix japonaise : Manaka Iwami
Elle sert de protagoniste au chapitre 2 de la partie 1 de l'histoire principale du jeu vidéo.
Elle est une génération plus jeune que Tokai Teio et une génération plus âgée que BNW et est huée par le public pour avoir bloqué la Mihono Bourbon Triple Crown.
Dans l'histoire principale du jeu vidéo, elle est devenue membre de l'équipe Sirius après Gold Ship, en compétition avec Mejiro McQueen.
Elle est apparue pour la première fois dans l'anime Oath de BNW, elle court dans la course de relais en tant que membre de l'équipe B.
Elle est ensuite devenue l'un des personnages principaux de la deuxième saison et est également apparue comme personnage secondaire dans Road to the Top et la troisième saison.
Ticket gagnant
Elle sert de protagoniste au chapitre 3 de la partie 1 de l'histoire principale du jeu vidéo.
Narita Brian
Elle sert de protagoniste au chapitre 4 de la partie 1 de l'histoire principale du jeu vidéo.
Silence Suzuka
Elle sert de protagoniste au chapitre 5 de la partie 1 de l'histoire principale du jeu vidéo.
Semaine spéciale
Elle sert de protagoniste au dernier chapitre de la partie 1 de l'histoire principale du jeu vidéo.

### Autres cavalières principales de la partie 1 de l'histoire principale du jeu vidéo
Mejiro Ryan
Apparaît dans le chapitre 1 de la partie 1 de l'histoire principale du jeu vidéo.

Mihono Bourbon
Apparaît dans le chapitre 2 de la partie 1 de l'histoire principale du jeu vidéo.

Biwa Hayahide
Apparaît dans le chapitre 3 de la partie 1 de l'histoire principale du jeu vidéo.
Narita Taishin
Apparaît dans le chapitre 3 de la partie 1 de l'histoire principale du jeu vidéo.

Hishi Amazon
Apparaît dans le chapitre 4 de la partie 1 de l'histoire principale du jeu vidéo.

Mayano Top Gun
Apparaît dans le chapitre 4 de la partie 1 de l'histoire principale du jeu vidéo.

Air Groove
Apparaît dans le chapitre 5 de la partie 1 de l'histoire principale du jeu vidéo.

Matikanefukukitaru (ja) (マチカネフクキタル, Machikane Fukukitaroe)
Voix japonaise : Hiyori Nitta
Elle est une génération de Silence Suzuka et est diseuse de bonne aventure à l'académie. Apparue dans l'anime lors de la première saison, elle a ouvert un salon de voyance lors du festival de l'école. Elle fait sa grande apparition dans la deuxième saison.
Dans BNW's Oath, elle participe à la course de relais au sein de l'équipe B. Elle apparaît dans le chapitre 5 de la première partie du scénario principal du jeu vidéo en tant que rivale de Silence Suzuka.
Dans le jeu vidéo Party Dash, elle est membre de l'équipe Freesia.
Agnes Tachyon
Apparaît dans le chapitre 5 de la partie 1 de l'histoire principale du jeu vidéo.

Mejiro Bright
Apparaît dans le chapitre 5 et le dernier chapitre de la partie 1 de l'histoire principale du jeu vidéo.

Seiun Sky
Apparaît dans le dernier chapitre de la partie 1 de l'histoire principale du jeu vidéo.

King Halo
Apparaît dans le dernier chapitre de la partie 1 de l'histoire principale du jeu vidéo.

Grass Wonder
Apparaît dans le dernier chapitre de la partie 1 de l'histoire principale du jeu vidéo.

El Condor Pasa
Apparaît dans le dernier chapitre de la partie 1 de l'histoire principale du jeu vidéo.

Tsurumaru Tsuyoshi (ja) (ツルマルツヨシ, Tsurumaru Tsuyoshi)
Voix japonaise : Yoshino Aoyama
C'est une cavalière de la même génération que Special Week, mais ses débuts ont été retardés en raison de sa faiblesse physique. Elle respecte Symboli Rudolf.
Apparue pour la première fois dans l'anime dans Umayuru, elle s'effondre à cause de sa faible constitution, mais est modifiée par Agnes Tachyon.
Dans le dernier chapitre de la première partie de l'histoire principale du jeu vidéo, elle a enfin récupéré et affronte une Special Week adulte.
Dans le jeu vidéo Party Dash, elle est membre de l'équipe Rose.
Montjeu
Apparaît dans le dernier chapitre de la partie 1 de l'histoire principale du jeu vidéo.

### Équipe Ascella (jeu vidéo uniquement)
L'équipe Ascella (チーム〈アスケラ〉, Chīmu Asukera) est l'équipe principale de la deuxième partie de l'histoire principale du jeu vidéo. Ce concept n'apparaît pas dans d'autres médias, comme les animés.
King Halo (キングヘイロー, Kingu Heirō)
Voix japonaise : Iori Saeki
C'est une rivale de la génération Special Week qui a participé à des courses classiques. Ses performances sont médiocres, mais elle court avec fierté. Apparue dans l'anime lors de la première saison, elle participera à la course classique aux côtés de ses rivales Special Week et Seiun Sky. Elle apparaîtra également comme personnage secondaire dans Beginning of a New Era. Dans la première partie de l'histoire principale du jeu vidéo, elle est une rivale de Special Week, tout comme dans l'anime. Dans la deuxième partie de l'histoire principale, elle est membre de l'équipe Ascella et fait équipe avec un nouvel entraîneur pour diriger l'équipe.
Dans le jeu vidéo Party Dash, elle est membre de l'équipe Cosmos.
Rhein Kraft (ラインクラフト, Rain Kurafuto)
Voix japonaise : Nanae Kojima
Elle incarne le personnage principal du chapitre 1 et du dernier chapitre de la partie 2 de l'histoire principale du jeu vidéo.
Elle est une génération plus jeune que Sweep Tosho et une génération plus âgée que Kawakami Princess. Impressionnée par le roi Halo et son nouvel entraîneur, elle a rejoint l'équipe Ascella aux côtés de Cesario.
Cesario (シーザリオ, Shiizario)
Voix japonaise : Haruka Sato
Elle est la protagoniste du chapitre 2 de la partie 2 de l'histoire principale du jeu vidéo.
Rivale de Rhein Kraft, elle appartient à la même génération. Impressionnée par le Roi Halo et son nouvel entraîneur, elle rejoint l'équipe Ascella aux côtés de Rhein Kraft. Elle respecte la Semaine Spéciale.

### Autres cavalières principales de la partie 2 de l'histoire principale du jeu vidéo
Air Messiah (ja) (エアメサイア, Ea Mesaia)
Voix japonaise : Yuna Nemoto
Elle est une rivale de la même génération que Rhein Kraft et Cesario.
Daring Heart (ja) (デアリングハート, Dearingu Hāto)
Voix japonaise : Shio Kisui
Elle est une rivale de la même génération que Rhein Kraft et Cesario.
Fusaichi Pandora (ja) (フサイチパンドラ, Fusaichi Pandora)
Voix japonaise : Moe Kahara
Elle est une rivale de la même génération que la princesse Kawakami.
Kawakami Princess (ja) (カワカミプリンセス, Kawakami Purinsesu)
Voix japonaise : Karin Takahashi
Elle est d'une génération plus jeune que Rhein Kraft et d'une génération plus âgée que Vodka. Elle a une personnalité intrépide et adore King Halo.

### Famille Symboli
Une famille qui utilise principalement le nom Symboli. Ce concept n’apparaît que dans les jeux vidéo.
Symboli Rudolf
Sirius Symboli (ja) (シリウスシンボリ, Shiriusu Shinbori)
Voix japonaise : Fairouz Ai
Elle est une génération plus jeune que Symboli Rudolf, est une amie d'enfance de Symboli Rudolf et court en Europe depuis longtemps. Elle est une génération plus âgée que Mejiro Ramonu. Elle concourra au Prix de l'Arc de Triomphe, tout comme la pionnière de la famille Symboli, Speed Symboli.
Elle est apparue pour la première fois dans l'anime lors de la troisième saison, elle était répertoriée dans les documents comme l'une des prétendantes au Prix de l'Arc de Triomphe.
Symboli Kris S (シンボリクリスエス, Shinbori Kurisuesu)
Voix japonaise : Meiku Harukawa
C'est une cavalière taciturne et grande de la même génération que Tanino Gimlet. C'est une cavalière venue étudier à l'étranger depuis les États-Unis et qui souhaite redonner à la famille Symboli.
Elle est apparue pour la première fois dans l'anime Umayuru, elle est l'un des personnages principaux et est souvent obligée d'affronter Tanino Gimlet.
Speed Symboli

## Les principales cavalières deSprinters' Story
Les personnages principaux de la pièce de théâtre Sprinters' Story.
Daitaku Helios (ja) (ダイタクヘリオス, Daitaku Heriosu)
Voix japonaise : Aya Yamane
Elle est la protagoniste de la pièce de théâtre «Sprinters' Story».
Elle est de la génération de Mejiro McQueen et est une amie proche de Mejiro Palmer, lui-même de la même génération. Elle est également douée pour l'évasion. Elle admire Daiichi Ruby et l'appelle «lady». C'est aussi une gyaru.
Apparue dans l'anime lors de la deuxième saison, elle rencontre Mejiro Palmer et se lie d'amitié avec lui.
Yamanin Zephyr (ja) (ヤマニンゼファー, Yamanin Zefā)
Voix japonaise : Riona Imaizumi
Elle est l'une des cavalières sprinteuses de la génération de Tokai Teio et rivale de Nishino Flower.
Elle est apparue pour la première fois dans l'anime « Beginning of a New Era » comme l'une des cavalières précédentes.
Daiichi Ruby (ja) (ダイイチルビー, Daiichi Rubī)
Voix japonaise : Karin Isobe
Elle fait partie des sprinteuses de la génération de Mejiro McQueen. Issue d'une famille brillante, elle apparaît pour la première fois dans l'anime lors de la troisième saison, alors qu'elle assiste à la performance live de Daitaku Helios et Mejiro Palmer au festival de l'école.
K.S.Miracle (ja) (ケイエスミラクル, Kei Esu Mirakuru)
Voix japonaise : Hinata Satō
Elle fait partie des cavalières sprinteuses de la génération de Tokai Teio. Elle était physiquement faible dès son plus jeune âge.
Elle est apparue pour la première fois dans l'anime «Beginning of a New Era» comme l'une des cavalières précédentes.

## Les principales cavalières deStar Blossom
Les personnages principaux du manga Star Blossom.
Sakura Laurel (ja) (サクラローレル, Sakura Rōreru)
Voix japonaise : Mizuki Mano
Elle est l'héroïne du manga Star Blossom.
Cavalière de la même génération que Narita Brian, elle n'a cependant pas pu participer à la course classique en raison de sa faiblesse physique.
Apparue dans l'anime lors de la troisième saison, elle apparaîtra en vidéo comme ancienne gagnante du Spring Tenno Sho.
Dans le jeu vidéo Party Dash, elle est membre de l'équipe Primula.
Narita Brian (ナリタブライアン, Narita Buraian)
Voix japonaise : Yūka Aisaka (season 1), Rika Kinugawa (season 2 or later)
Elle est la protagoniste du chapitre 4 de la première partie de l'histoire principale du jeu vidéo. Vice-présidente du conseil étudiant de l'académie. L'une des Horse Girls de la Triple Couronne. Elle est d'une génération plus jeune que BNW et d'une génération plus âgée que Mayano Top Gun et est la sœur cadette de Biwa Hayahide. Elle et sa sœur sont apparues pour la première fois dans l'anime lors de la première saison. Dans BNW's Oath, elle a participé à la course de relais en tant que membre de l'équipe B, remplaçant sa sœur.
Dans l'histoire principale du jeu vidéo, elle sera membre de l'équipe Sirius aux côtés de Winning Ticket, en vue de la Triple Couronne.
Dans le jeu vidéo Party Dash, elle est membre de l'équipe Primula.
Mayano Top Gun (マヤノトップガン, Mayano Toppu Gan)
Voix japonaise : Ayaka Imamura (OVA), Mio Hoshitani (season 2 or later)
Elle est une génération plus jeune que Narita Brian et une génération plus âgée qu'Air Groove. Elle partage la même chambre que Tokai Teio.
Elle est apparue pour la première fois dans l'anime Oath de BNW, où elle participe à la course de relais au sein de l'équipe B.
Dans le jeu vidéo Party Dash, elle est membre de l'équipe Primula.
Fan de Top Gun elle utilise notamment des références aéronautiques et porte un blouson aviateur. Avant la sortie de Top Gun: Maverick, Cygames et Paramount ont annoncé une collaboration japonaise entre le film et les Uma Musume, où elle apparaît comme pilote promotionnelle, remplaçant notamment Pete «Maverick» Mitchell (Tom Cruise) sur une affiche officielle alternative japonaise du film.
Marvelous Sunday (ja) (マーベラスサンデー, Māberasu Sandē)
Voix japonaise : Marie Miyake
C'est une cavalière de la même génération que Mayano Top Gun, mais en raison de blessures répétées, elle n'a pas pu participer à la course classique.
Dans le jeu vidéo Party Dash, elle est membre de l'équipe Primula.
Samson Big (ja) (サムソンビッグ, Samuson Biggu)
Voix japonaise : Miyari Nemoto
C'est une cavalière de la même génération que Narita Brian, et la seule à avoir participé aux trois courses classiques.
Elle est apparue pour la première fois dans l'anime « Beginning of a New Era » comme l'une des cavalières précédentes.
Dans le jeu vidéo Party Dash, elle est membre de l'équipe Primula.
Sakura Chitose O (ja) (サクラチトセオー, Sakura Chitose'ō)
C'est une cavalière de la génération BNW. Elle est issue du Victory Club, aux côtés de Sakura Laurel, Sakura Bakushin O et Sakura Chiyono O.

## Les principales cavalières de la série animée CygamesPictures
Les personnages principaux apparaissant dans l'anime produit par CygamesPictures.

### Les principales cavalières deRoad to the Top
Les personnages principaux de la série animée Road to the Top. Ils apparaissent également comme personnages secondaires dans Beginning of a New Era, qui se déroule dans le même monde.
Narita Top Road (ナリタトップロード, Narita Toppu Rōdo)
Voix japonaise : Kanna Nakamura
Elle est l'héroïne de la série animée Road to the Top.
Elle est une rivale de la génération O de T.M. Opera et est la déléguée de sa classe.
T.M. Opera O (テイエムオペラオー, Tei Emu Opera Ō)
Voix japonaise : Sora Tokui
Elle est d'une génération plus jeune que Special Week et d'une génération plus âgée qu'Air Shakur et est surnommée la «Seigneur de la fin du siècle».
Elle est apparue pour la première fois dans l'anime lors de la première saison, en tant que membre de l'équipe Rigil.
Dans Oath de BNW, elle participe à la course de relais au sein de l'équipe N.
Admire Vega (アドマイヤベガ, Adomaiya Bega)
Voix japonaise : Hitomi Sasaki
Elle est une rivale de la génération O de T.M. Opera et fait de son mieux pour sa sœur jumelle mort-née.
Elle est apparue pour la première fois dans l'anime Oath de BNW, où elle participe à la course de relais en tant que membre de l'équipe W.
Meisho Doto (ja) (メイショウドトウ, Meishō Dotō)
Voix japonaise : Misaki Watada
Bien qu'elle n'ait pas pu participer aux trois courses classiques, elle est devenue la plus grande rivale de la génération O de T.M. Opera depuis son entrée en terminale.
Apparue dans l'anime lors de la première saison, elle est l'assistante de Matikane Fukukitaroe, voyante à l'académie. Elle manque constamment d'assurance et est effrayée.
Curren Chan (カレンチャン, Karen Chan)
Voix japonaise : Yū Sasahara
Elle est d'une génération plus jeune que Tosen Jordan et d'une génération plus âgée qu'Orfevre, et recherche la « mignonnerie ». Elle est la colocataire d'Admire Vega.
Elle est apparue pour la première fois dans l'anime « En route vers le sommet » et a toujours été aux côtés d'Admire Vega comme personnage secondaire dans «Beginning of a New Era».

### Les principales cavalières duBeginning of a New Era
Les personnages principaux du film d'animation Beginning of a New Era.
Jungle Pocket (ジャングルポケット, Janguru Poketto)
Voix japonaise : Yuri Fujimoto
Elle est l'héroïne du film d'animation «Beginning of a New Era».
Elle est d'une génération plus jeune qu'Air Shakur et d'une génération plus âgée que Tanino Gimlet. Elle s'est inscrite à l'Académie Tracen après avoir vu Fuji Kiseki courir.
Dans le jeu vidéo Party Dash, elle est membre de l'équipe Geranium.
Agnes Tachyon (アグネスタキオン, Agunesu Takion)
Voix japonaise : Sumire Uesaka
Elle est issue de la génération Manhattan Café et Jungle Pocket et est une scientifique folle qui se consacre à la recherche. Elle se soucie de Daiwa Scarlet.
Elle est apparue pour la première fois dans l'anime Oath de BNW, où elle participe à la course de relais au sein de l'équipe N.
Dans le jeu vidéo Party Dash, elle est membre de l'équipe Geranium.
Manhattan Cafe (マンハッタンカフェ, Manhattan Kafe)
Voix japonaise : Yui Ogura
Elle est issue de la génération de Jungle Pocket et d'Agnès Tachyon, et adore le café. Elle a un «ami» fantôme qu'elle seule peut voir.
Elle est apparue pour la première fois dans l'anime Oath de BNW, où elle participe à la course de relais au sein de l'équipe B.
Dans le jeu vidéo Party Dash, elle est membre de l'équipe Geranium.
Dantsu Flame (ja) (ダンツフレーム, Dantsu Furēmu)
Voix japonaise : Haruna Fukushima
Elle appartient à la même génération que les Jungle Pockets et court la course de toutes ses forces, essayant de ne pas perdre contre eux. Dans le jeu vidéo Party Dash, elle est membre de l'équipe Geranium.
Fuji Kiseki (フジキセキ)
Voix japonaise : Eriko Matsui
Elle est la directrice du dortoir de Rittō. Elle surnomme la jeune cavalière « Pony-chan ». Elle est de la même génération que Mayano Top Gun, mais n'a jamais participé à une course classique. Apparue dans la première saison de l'anime, elle accueille Special Week dans son rôle de directrice du dortoir.
Dans le jeu vidéo Party Dash, elle est membre de l'équipe Geranium.

## Autres filles à cheval apparues dans l'anime
D'autres filles cavalières qui n'apparaissent que brièvement dans l'anime.

### Apparu dans la première saison de l'anime
Mr. C.B. (ミスターシービー, Misutā Shī Bī)
Voix japonaise : Yurina Amami
L'une des Cavalières de la Triple Couronne. Elle appartient à la deuxième génération la plus ancienne de Cavalières non PNJ, une génération plus âgée que Symboli Rudolf, et est également sa plus grande rivale.
Apparue dans l'anime lors de la première saison, elle fut le premier exemple de Triple Couronne.
Eishin Flash (エイシンフラッシュ, Eishin Furasshu)
Voix japonaise : Ayami Fujino
C'est une cavalière allemande polie, de la même génération que Curren Chan. Apparue dans la première saison de l'anime, elle est également amie avec Silence Suzuka. Dans Oath de BNW, elle participe à la course de relais au sein de l'équipe W.

### Apparu dansBNW's Oath
Air Shakur (ja) (エアシャカール, Ea Shakāru)
Voix japonaise : Minami Tsuda
Elle est une génération plus jeune que T.M. Opera O et une génération plus âgée que Jungle Pocket. C'est une cavalière intelligente qui accorde une grande importance à l'analyse des données.
Elle est apparue pour la première fois dans l'anime Oath de BNW, où elle participe à la course de relais au sein de l'équipe N.
Ines Fujin (アイネスフウジン, Ainesu Fūjin)
Voix japonaise : Tomomi Mineuchi jusqu'en 2022,, Rika Nagae depuis 2023
C'est une cavalière de la génération Mejiro McQueen qui porte une visière et nourrit ses jeunes sœurs.
Elle est apparue pour la première fois dans l'anime Oath de BNW, où elle participe à la course de relais au sein de l'équipe W.
Yukino Bijin (ja) (ユキノビジン)
Voix japonaise : Nozomi Yamamoto
Elle est de la génération BNW. Originaire d'Iwate, elle parle un dialecte. Elle rêve de sa Gold City urbaine. Elle est apparue pour la première fois dans l'anime Oath de BNW, où elle a exposé des produits de la préfecture d'Iwate lors du festival scolaire.
Biko Pegasus (ja) (ビコーペガサス, Bikō Pegasasu)
Voix japonaise : Aimi Tanaka
Elle est issue de la génération de Narita Brian et rivale d'Hishi Akebono. De petite taille, elle aspire à devenir une héroïne tokusatsu. Elle est apparue pour la première fois dans l'anime Oath de BNW, ainsi que dans un spectacle de héros lors du festival de l'école.
Hishi Akebono (ja) (ヒシアケボノ)
Voix japonaise : Rei Matsuzaki
Elle fait partie de la génération Top Gun de Mayano. Elle est très grande et aime le sumo. Elle est douée en cuisine.
Elle est apparue pour la première fois dans l'anime Oath de BNW, ainsi que dans une émission de héros au festival de l'école.
Fine Motion (ja) (ファインモーション, Fain Mōshon)
Voix japonaise : Chinami Hashimoto
C'est une cavalière royale irlandaise. Elle fait partie de la génération de Symboli Kris S et Tanino Gimlet. Elle aime les ramen.
Elle est apparue pour la première fois dans l'anime Oath de BNW, où elle tenait un stand de ramen lors du festival de l'école.
Smart Falcon (ja) (スマートファルコン, Sumāto Farukon)
Voix japonaise : Hitomi Ōwada
C'est une cavalière qui parcourt la campagne en tant qu'idole. Elle est d'une génération plus jeune que Vodka et d'une génération plus âgée que Tosen Jordan. Son surnom est Falco. Elle est apparue pour la première fois dans l'anime Oath de BNW, où elle était reporter pour la course de relais.
Sakura Bakushin O (ja) (サクラバクシンオー, Sakura Bakushin'ō)
Voix japonaise : Sachika Misawa
Elle est la déléguée de classe de la génération Rice Shower et la sprinteuse la plus forte.
Elle est apparue pour la première fois dans l'anime Oath de BNW, où elle a été la narratrice de la course de relais.

### Apparu dans la deuxième saison de l'anime
Zenno Rob Roy (ゼンノロブロイ, Zen'no Robu Roi)
Voix japonaise : Haruka Terui
C'est une cavalière discrète qui aime les romans et porte des lunettes. Elle est d'une génération plus jeune que Tanino Gimlet et d'une génération plus âgée que Sweep Tosho.
Elle est apparue pour la première fois dans l'anime lors de la deuxième saison, alors qu'elle lisait un livre à la bibliothèque.
Sweep Tosho (スイープトウショウ, Suīpu Tōshō)
Voix japonaise : Shiori Sugiura
C'est une cavalière égoïste qui aspire à devenir sorcière. Elle est une génération plus jeune que Zenno Rob Roy et une génération plus âgée que Rhein Kraft.
Elle est apparue pour la première fois dans l'anime lors de la deuxième saison, alors qu'elle lisait un livre à la bibliothèque.
Dans le jeu vidéo Party Dash, elle est membre de l'équipe Lily.

### Apparu dansl'animation spéciale du 1er anniversaire
Aston Machan (ja) (アストンマーチャン, Asuton Māchan)
Voix japonaise : Honoka Inoue
Elle est de la génération de Vodka et Daiwa Scarlet. Apparue pour la première fois dans l'anime dans le film d'animation spécial 1er anniversaire, elle s'efforce constamment d'apparaître à l'écran.
Dans le jeu vidéo Party Dash, elle est membre de l'équipe Lily.

### Apparu dans la troisième saison de l'anime
Tosen Jordan (ja) (トーセンジョーダン, Tōsen Jōdan)
Voix japonaise : Eri Suzuki
Elle est une génération plus jeune que Smart Falcon et une génération plus âgée que Curren Chan. Pour une raison inconnue, Gold Ship la déteste et la harcèle souvent. C'est aussi une gyaru. Elle est apparue pour la première fois dans l'anime lors de la troisième saison, dans un flashback où Gold Ship manque de la frapper.
Orfevre (オルフェーヴル, Orufēvuru)
Voix japonaise : Yoko Hikasa
Elle est d'une génération plus jeune que Curren Chan et d'une génération plus âgée que Gold Ship. Elle a remporté la Triple Couronne et a déjà affronté Gold Ship et Gentildonna. Son nom apparaît pour la première fois dans l'anime lors de la troisième saison, et elle apparaît pour la première fois dans le jeu.
Gentildonna (ジェンティルドンナ, Jentirudonna)
Voix japonaise : Yu Serizawa
Elle fait partie de la génération de Gold Ship et de Verxina, et est sa rivale lors de son aventure Triple Tiara. Sa force lui a valu le surnom de «gorille».
Son nom est apparu pour la première fois dans l'anime lors de la troisième saison, et elle est apparue pour la première fois dans le jeu.
Copano Rickey (ja) (コパノリッキー, Kopano Rikkī)
Voix japonaise : Konomi Inagaki
C'est une fille de la terre, une génération plus jeune que Gold Ship et une génération plus âgée que Sounds of Earth. Elle est douée en Feng Shui.
Apparue dans l'anime lors de la troisième saison, elle a donné des conseils de Feng Shui à Satono Diamond.
Hokko Tarumae (ja) (ホッコータルマエ, Hokkō Tarumae)
Voix japonaise : Sayaka Kikuchi
C'est une fille de la génération des navires d'or et une ambassadrice touristique de Tomakomai.
Hokko Tarumae et Wonder Acute sont apparues pour la première fois dans l'anime lors de la troisième saison, aux côtés de Copano Ricky.
Wonder Acute (ja) (ワンダーアキュート, Wandā Akyūto)
Voix japonaise : Kanoko Sudo
C'est une fille de dirt horse de la génération Tosen Jordan et on dit qu'elle ressemble à une vieille femme.
Nishino Flower (ja) (ニシノフラワー, Nishino Furawā)
Voix japonaise : Haruna Kawai
C'est une cavalière de courte distance de la même génération que Rice Shower et un petit génie. Elle est très amie avec Seiun Sky.
Elle est apparue pour la première fois dans l'anime lors de la troisième saison, alors qu'elle participait au festival scolaire avec Seiun Sky.
Nakayama Festa (ナカヤマフェスタ, Nakayama Fesuta)
Voix japonaise : Shino Shimoji
C'est une cavalière de la génération Tosen Jordan qui aime les jeux d'argent.
Elle est apparue pour la première fois dans l'anime lors de la troisième saison, où elle organisait un jeu de hasard Chinchirorin lors du festival de l'école.
Neo Universe (ネオユニヴァース, Neo Yunivāsu)
Voix japonaise : Haruka Shiraishi
C'est une cavalière cosmique et mystérieuse de la génération Zenno Rob Roy.
Elle est apparue pour la première fois dans l'anime lors de la troisième saison, et elle regardait Arima Kinen dans le dernier épisode.

### Apparu dansUmayuru
Tanino Gimlet (タニノギムレット, Tanino Gimuretto)
Voix japonaise : Misato Matsuoka
Elle est d'une génération plus jeune que Jungle Pocket et d'une génération plus âgée que Zenno Rob Roy. Elle est la rivale de Symboli Kris S. Vodka l'admire.
Apparue pour la première fois dans l'anime Umayuru, elle était l'un des personnages principaux et défiait souvent Symboli Kris S en duel.
Agnes Digital (アグネスデジタル, Agunesu Dejitaru)
Voix japonaise : Minori Suzuki
C'est une cavalière de la génération Air Shakur. Étant une cavalière otaku, elle peut participer à des courses dans n'importe quel environnement. Elle partage sa chambre avec Agnès Tachyon dans le dortoir.
Apparue pour la première fois dans l'anime Umayuru, elle devient l'héroïne de la comédie musicale.

### Apparu dansBeginning of a New Era
Seeking the Pearl (ja) (シーキングザパール, Shīkingu Za Pāru)
Voix japonaise : Ayaka Fukuhara
C'est une cavalière de la génération Silence Suzuka, active dans les courses en France.
Elle est apparue pour la première fois dans l'anime « Beginning of a New Era » comme l'une des précédentes cavalières.
Shinko Windy (ja) (シンコウウインディ, Shinkō Uindi)
Voix japonaise : Yūki Takada
C'est une cavalière de la génération Air Groove, qui a tendance à mordre.
Elle est apparue pour la première fois dans l'anime « Beginning of a New Era » comme l'une des précédentes cavalières.
Hishi Miracle (ja) (ヒシミラクル, Hishi Mirakuru)
Voix japonaise : Sakura Kasuga
Elle fait partie de la génération de Symboli Kris S et Tanino Gimlet. C'est une piètre nageuse et elle déteste l'entraînement en piscine.
Elle est apparue pour la première fois dans l'anime «Beginning of a New Era» aux côtés de Dantsu Flame et Air Shakur. Elle mangeait toujours quelque chose.
Katsuragi Ace (カツラギエース, Katsuragi Ēsu)
Voix japonaise : Natsumi Fujiwara
Elle est une génération de M. C.B. et est également une rivale de Symboli Rudolf.
Elle est apparue pour la première fois dans l'anime « Beginning of a New Era » comme l'une des précédentes filles-chevaux.
North Flight (ja) (ノースフライト, Nōsu Furaito)
Voix japonaise : Maria Sashide
C'est une cavalière de la génération BNW et la plus grande rivale de Sakura Bakushin O. On la surnomme «Foo-chan».
Elle est apparue pour la première fois dans l'anime « Beginning of a New Era » comme l'une des précédentes cavalières.

## Autres cavalières
D'autres filles cavalières qui ne sont jamais apparues dans l'anime.
Tap Dance City (タップダンスシチー, Tappu Dansu Shichī)
Voix japonaise : Minami Shinoda
C'est une cavalière de la génération Air Shakur. Originaire des États-Unis, elle ne parlait pas couramment japonais.
Win Variation (ja) (ウインバリアシオン, Uin Bariashion)
Voix japonaise : Hika Tsukishiro
C'est une cavalière de la génération d'Orfevre et elle continuera à se battre pour empêcher Orfevre de remporter la Triple Couronne.
Still in Love (スティルインラブ, Sutiru in Rabu)
Voix japonaise : Saki Miyashita
Elle fait partie de la génération de Zenno Rob Roy. Elle fait partie des Triple Tiara Horse Girls, mais sa présence est plutôt faible.
Elle est apparue pour la première fois dans le jeu vidéo Party Dash. Elle est membre de l'équipe Lily.
No Reason (ja) (ノーリーズン, Nō Rīzun)
Voix japonaise : Hiyori Kono
Elle fait partie de la génération de Symboli Kris S et Tanino Gimlet. Elle admire les seigneurs de guerre de l'ère Sengoku et s'habille comme des samouraïs.
Furioso (ja) (フリオーソ, Furiōso)
Voix japonaise : Aki Sairenji
C'est une championne de dirt horse de la génération de Vodka et Daiwa Scarlet. Étudiante d'échange spéciale de l'Académie Tracen de l'hippodrome de Funabashi, elle est venue vaincre l'Académie Tracen du Japon.
Transcend (ja) (トランセンド, Toransendo)
Voix japonaise : Yui Tsukada
C'est une fille de dirt horse de la génération Tosen Jordan et une fille de cheval bien informée qui aime la sous-culture.
Espoir City (エスポワールシチー, Esupowāru Shichī)
Voix japonaise : Asaka
C'est une fille de cheval de terre de la génération Smart Falcon et une gyaru en pleine rébellion.
Dream Journey (ドリームジャーニー, Dorīmu Jānī)
Voix japonaise : Mayu Yoshioka
Elle est de la génération de Vodka et de Daiwa Scarlet. C'est la sœur aînée d'Orfevre. Elle appelle Stay Gold sa «Grande Sœur» et la respecte profondément.
Buena Vista (ブエナビスタ, Buena Bisuta)
Voix japonaise : Fūka Izumi
C'est une cavalière de la génération Tosen Jordan et elle respecte la Semaine Spéciale.
Calstone Light O (ja) (カルストンライトオ, Karusuton Raito O)
Voix japonaise : Yumiko Mochizuki
C'est une jument de courte distance issue de la génération Jungle Pocket. Elle a une personnalité franche et recherche la vitesse.
Believe (ja) (ビリーヴ, Birīvu)
Voix japonaise : Misaki Akiyama
C'est une cavalière de courte distance de la génération Jungle Pocket et elle a un tempérament d'artisan.
Durandal (ja) (デュランダル, Dyurandaru)
Voix japonaise : Kana Nogi
C'est une sprinteuse de la génération Tanino Gimlet, pleine de chevalerie et de manières respectueuses.
Bubble Gum Fellow (バブルガムフェロー, Baburu Gamu Ferō)
Voix japonaise : Sayaka Kamitani
C'est une cavalière de la même génération qui est la rivale d'Air Groove et se considère comme l'avant-garde des quatre rois célestes de la génération classique de l'équipe de son père.
Blast Onepiece (ブラストワンピース, Burasuto Wanpīsu)
Voix japonaise : Azusa Shizuki
Elle est la rivale de la génération Almond Eye.
Gran Alegria (グランアレグリア, Guran Areguria)
Voix japonaise : Hina Natsume
Elle est de la génération plus âgée que Daring Tact et plus jeune que Almond Eye.
Lucky Lilac (ラッキーライラック, Rakkīrairakku)
Voix japonaise : Yuki Nakashima
Elle est la rivale de la génération Almond Eye.
Almond Eye (アーモンドアイ, Āmondo Ai)
Voix japonaise : Kaori Ishihara
C'est une cavalière de deux générations plus jeune que Satono Diamond et de la génération plus ancienne que Gran Alegria. Elle fait partie des chevaux du Triple Tiare.
Loves Only You (ラヴズオンリーユー, Ravuzu Onrī Yū)
Voix japonaise : Miyu Kubota
Elle est la rivale de la génération Gran Alegria.
Chrono Genesis (クロノジェネシス, Kurono Jeneshisu)
Voix japonaise : Biyori Manase
Elle est la rivale de la génération Gran Alegria.
Curren Bouquetd'or (ja) (カレンブーケドール, Karen Būkedōru)
Voix japonaise : Aju Oda
Elle est la rivale de la génération Gran Alegria.
Fenomeno (フェノーメノ, Fenōmeno)
Voix japonaise : Yurika Hibi
Elle est la rivale de la génération Gold Ship.
Stay Gold (ステイゴールド, Sutei Gōrudo)
Voix japonaise : Satsumi Matsuda
C'est une cavalière de la génération Silence Suzuka, elle est respectée par Dream Journey.

## Filles à cheval PNJ
Des cavalières qui n'ont pas les noms de vrais chevaux de course et de PNJ de jeux vidéo.

### Filles-chevaux PNJ d'anime télévisé
Des filles à cheval qui n'apparaissent que dans l'anime télévisé.
Queen Beret (クイーンベレー, Kuīn Berē)
Voix japonaise : Chinatsu Akasaki
Elle a affronté Special Week lors de sa première course. Elle porte un cache-œil.
Broye (ブロワイエ, Burowaie)
Voix japonaise : Haruna Ikezawa
C'est une cavalière française forte qui a concouru contre El Condor Pasa lors du Prix de l'Arc de Triomphe et de la Semaine Spéciale de la Coupe du Japon.
Dans l'histoire principale du jeu vidéo, Montjeu apparaît à sa place.
Sun Visor (サンバイザー, San Baizā)
Voix japonaise : Rie Kugimiya
C'est une cavalière qui a affronté Silence Suzuka lors de sa course de retour.

### Les filles à cheval PNJ deCendrillon Gray
Des filles à cheval qui n'apparaissent que dans Cendrillon Gray.
Berno Light (ベルノライト, Beruno Raito)
Voix japonaise : Miyari Nemoto (vomic), Momoko Seto (anime),
Camarade de classe d'Oguri Cap à l'Académie Kasamatsu Tracen. Elle rejoint le service de soutien de l'Académie Tracen pour soutenir Oguri Cap dans son cheminement vers le centre.
Fujimasa March (フジマサマーチ, Fujimasa Māchi)
Voix japonaise : Mariya Ise,
Le rival d'Oguri Cap à la "Kasamatsu Tracen Academy". Elle sera la première rivale d'Oguri Cap.
Norn Ace (ノルンエース, Norun Ēsu)
Voix japonaise : Ayano Shibuya
Camarade de classe d'Oguri Cap à l'Académie Kasamatsu Tracen. Elle est douée en danse.
Rudy Lemono (ルディレモーノ, Rudi Remōno)
Voix japonaise : Mai Nishikawa (vomic), Yō Taichi (anime)
Camarade de classe d'Oguri Cap à l'Académie Kasamatsu Tracen. Bien qu'elle puisse paraître délinquante, elle est la plus sérieuse des trois.
Mini the Lady (ミニーザレディ, Minī za Redi)
Voix japonaise : Shiori Izawa
Camarade de classe d'Oguri Cap à l'Académie Kasamatsu Tracen. Elle adore faire des farces.
Dicta Striker (ディクタストライカ, Dikuta Sutoraika)
Voix japonaise : Yumiri Hanamori
Elle est l'une des rivales de la génération d'Oguri Cap, dans la même classe à la « Tracen Academy », et est surnommée la « Chestnut Bullet ».
Blackie Ale (ブラッキーエール, Burakkī Ēru)
Voix japonaise : Nanako Mori
Elle est de la même génération qu'Oguri Cap et a été le premier adversaire auquel il a été confronté dans une course centrale.
Meikun Tsukasa (メイクンツカサ)
Voix japonaise : Mayuko Kazama
Elle est l'une des élèves seniors d'Oguri Cap et fait partie de l'équipe de Mousaka. C'est une élève brillante et sympathique.
Kraft Univa (クラフトユニヴァ, Kurafuto Yuniva)
Voix japonaise : Takako Tanaka
Elle fait partie des seniors d'Oguri Cap et de l'équipe de Mousaka. Elle est timide.
God Hannibal (ゴッドハンニバル, Goddo Han'nibaru)
Voix japonaise : Michiko Kaiden
Elle fait partie des seniors d'Oguri Cap et de l'équipe de Mousaka. C'est une personne insaisissable et mystérieuse.

### Filles à cheval PNJ du jeu vidéo
Happy Meek (ハッピーミーク, Happī Mīku)
Voix japonaise : Miyu Yoshizaki
C'est une cavalière PNJ du jeu vidéo.
Elle est apparue pour la première fois dans l'anime Umayuru.
Bitter Glasse (ビターグラッセ, Bitā Gurasse)
Voix japonaise : Aino Shimada
C'est une cavalière PNJ qui appartient à l'équipe First.
Elle est apparue pour la première fois dans l'anime « Beginning of a New Era ».
Little Cocon (リトルココン, Ritoru Kokon)
Voix japonaise : Saho Shirasu
C'est une cavalière PNJ qui appartient à l'équipe First.
Elle est apparue pour la première fois dans l'anime « Beginning of a New Era ».
Light Hello (ライトハロー, Raito Harō)
Voix japonaise : Kana Ueda
C'est une cavalière PNJ à la retraite et une jeune productrice d'événements.
Elle est apparue pour la première fois dans l'anime «Beginning of a New Era».
Darley Arabian (ダーレーアラビアン, Dārē Arabian)
Voix japonaise : Naomi Shindō
L'une des Trois Déesses. C'est une IA créée par Satono Diamond et Satono Crown, membres de la famille Satono. Cavalière PNJ issue de la collaboration avec StarHorse 4.
Godolphin Barb (ゴドルフィンバルブ, Godorufin Barubu)
Voix japonaise : Satomi Sato
L'une des Trois Déesses. C'est une IA créée par Satono Diamond et Satono Crown, membres de la famille Satono. Cavalière PNJ issue de la collaboration avec StarHorse 4.
Byerley Turk (バイアリーターク, Baiarī Tāku)
Voix japonaise : Mitsuki Saiga
L'une des Trois Déesses. C'est une IA créée par Satono Diamond et Satono Crown, membres de la famille Satono. Cavalière PNJ issue de la collaboration avec StarHorse 4.
Venus Paques (ヴェニュスパーク, Venusu Pāku)
Voix japonaise : Hina Orihara
C'est une cavalière PNJ française, qui participe au Prix de l'Arc de Triomphe.
Elle est apparue pour la première fois dans l'anime «Beginning of a New Era».
Rigantona (リガントーナ, Rigantōna)
Voix japonaise : Aiya Iryo
C'est une cavalière PNJ, une cavalière légendaire parmi les plus fortes du monde, qui défie le Prix de l'Arc de Triomphe.
Elle est apparue pour la première fois dans l'anime «Beginning of a New Era».
Montjeu (モンジュー, Monjū)
Voix japonaise : Arisa Sakuraba
C'est une cavalière PNJ française de la génération T.M. Opera O. Elle apparaît dans le dernier chapitre de la première partie de l'histoire principale du jeu vidéo comme l'une des cavalières rencontrées par Special Week.
Dans la première saison de l'anime, Broye apparaît à sa place.
Speed Symboli (ja) (スピードシンボリ, Spīdo Shinbori)
Voix japonaise : Miyuki Sawashiro
C'est une cavalière NPC qui a pris sa retraite des courses et est devenue une athlète professionnelle, mais c'est une cavalière d'une génération bien antérieure à Maruzensky, et c'est la pionnière de la famille Symboli qui a défié le Prix de l'Arc de Triomphe.
Sonon Elfie (ソノンエルフィー, Sonon Erufī)
Voix japonaise : Ami Koshimizu
C'est une cavalière PNJ qui a pris sa retraite des courses et est devenue athlète professionnelle.
Elle est apparue pour la première fois dans l'anime «Beginning of a New Era».
St Lite (セントライト, Sento Raito)
Voix japonaise : Mamiko Noto
C'est une cavalière PNJ et la première cavalière de l'histoire à remporter la Triple Couronne japonaise, mais elle a pris sa retraite peu de temps après.
Haiseiko (ハイセイコー, Haiseikō)
Voix japonaise : Sakura Tange
C'est une cavalière PNJ qui est une cavalière idole légendaire.

## Personnes impliquées dans Tracen Academy
Tazuna Hayakawa (駿川 たづな, Hayakawa Tazuna)
Voix japonaise : Yukiyo Fujii
Elle est la secrétaire du président de l'Académie Tracen.
Elle est apparue pour la première fois dans l'anime lors de la première saison.
Yayoi Akikawa (秋川 やよい, Akikawa Yayoi)
Voix japonaise : Kaori Mizuhashi
Elle est la présidente de l'Académie Tracen.
Elle est apparue pour la première fois dans l'anime 1st Anniversary Special Animation.

### Personnes impliquées dans la Tracen Academy à partir d'anime télévisé
Entraîneur (トレーナー, Torēnā)
Voix japonaise : Kōji Okino
Il est entraîneur pour l'équipe Spica.
Hana Tojo (東条 ハナ, Tōjō Hana)
Voix japonaise : Megumi Toyoguchi
Elle est entraîneuse pour l'équipe Rigil.
Minamisaka (南坂)
Voix japonaise : Makoto Furukawa (ja)
Il est entraîneur pour l'équipe Canopus, qui est apparu dans la deuxième saison de l'anime.
Kuronuma (黒沼)
Voix japonaise : Takaya Kuroda
Il est l'entraîneur de Mihono Bourbon, qui est apparu dans la deuxième saison de l'anime.

### Personnes impliquées dans l'Académie Kasamatsu Tracen deCinderella Gray
Joe Kitahara (北原 穣, Kitahara Jō)
Voix japonaise : Shogo Nakamura (vomic), Katsuyuki Konishi (anime)
Il est entraîneur pour Oguri Cap, affilié à la "Kasamatsu Tracen Academy".
Koichi Shibasaki (柴崎 宏壱, Shibasaki Kōichi)
Voix japonaise : Satoshi Shibasaki (vomic), Daisuke Namikawa (anime)
Il est entraîneur pour Fujimasa March, affilié à la « Kasamatsu Tracen Academy ».
Hiyori Kawamura (川村 日和, Kawamura Hiyori)
Voix japonaise : Hitomi Nabatame
Elle est l'entraîneuse de Norn Ace, Rudy Lemono et Mini the Lady, affiliée à la "Kasamatsu Tracen Academy".
Yuichi Iwao (巌 唯一, Iwao Yūichi)
Voix japonaise : Ryōta Takeuchi
Il est formateur pour South Heroine (Voix japonaise : Hina Natsume), affiliée à la "Kasamatsu Tracen Academy".

### Personnes impliquées dans la Tracen Academy deCinderella Gray
Ginjiro Musaka (六平 銀次郎, Musaka Ginjirō)
Voix japonaise : Hōchū Ōtsuka
Entraîneur affilié à la «Tracen Academy» et oncle de Kitahara, ce dernier l'appelle «Roppei», l'On'yomi de son nom de famille.

### Personnes impliquées dans la Tracen Academy du jeu vidéo
Entraîneur de l'équipe Sirius (チーム＜シリウス＞のトレーナー)
Dans l'histoire principale du jeu vidéo, il est un sous-entraîneur de l'équipe Sirius et sera le nouvel entraîneur après la retraite d'Oguri Cap.
Aoi Kiryuin (桐生院 葵, Kiryūin Aoi)
Voix japonaise : Miho Okasaki
Elle est l'entraîneuse de Happy Meek.
Elle est apparue pour la première fois dans l'anime «Beginning of a New Era».
Riko Kashimoto (樫本 理子, Kashimoto Riko)
Voix japonaise : Romi Park
Elle est entraîneuse pour l'équipe First.
Elle est apparue pour la première fois dans l'anime « Beginning of a New Era ».
Ryoka Tsurugi (都留岐 涼花, Tsurugi Ryōka)
Voix japonaise : Rina Satō
C'est une productrice de divertissement qui travaille en partenariat avec Sonon Elfie et qui a également contribué à la création d'U.A.F.
Elle est apparue pour la première fois dans l'anime «Beginning of a New Era».

### Personnes impliquées dans la Tracen Academy deStar Blossom
Tsubaki Akeishi (明石 椿, Akeishi Tsubaki)
Elle est sous-entraîneuse pour l'équipe Alkes, et malgré les objections de son père, elle accueille Sakura Laurel dans l'équipe, dans le but de remporter le Prix de l'Arc de Triomphe en tant qu'entraîneuse.
Goro Akeishi (明石 梧郎, Akeishi Gorō)
Il est entraîneur pour l'équipe Alkes et le père de Tsubaki.

### Personnes impliquées dans l'Académie Tracen de l'anime CygamesPictures
Okita (沖田)
Voix japonaise : Hiroshi Tsuchida
Il est entraîneur pour Narita Top Road dans Road to the Top et Beginning of a New Era.
Tanabe (タナベ)
Voix japonaise : Kenichi Ogata
Il est entraîneur pour Fuji Kiseki et Jungle Pocket dans Beginning of a New Era.

## Autres PNJ
Misato Akasaka (赤坂 美聡, Akasaka Misato)
Voix japonaise : Satomi Akesaka
Elle est narratrice de course dans les première, deuxième et troisième saisons de l'anime, Cinderella Gray, le jeu vidéo, Star Blossom et Party Dash.
Nana Izumimoto (泉本 奈々, Izumimoto Nana)
Voix japonaise : Rina Honnizumi
Elle est narratrice de courses dans Road to the Top et Beginning of a New Era.
Junko Hosoe (ja) (細江 純子, Hosoe Junko)
Voix japonaise : Elle-même
Elle est commentatrice de course dans les première et deuxième saisons de l'anime et du jeu vidéo.
Yutaka Take (武 豊, Take Yutaka)
Voix japonaise : Lui-même
Il est commentateur de course pour l'épisode 5 de la première saison. Il est également le promoteur du jeu vidéo,.
Masahiro Yamamoto (山本 昌広, Yamamoto Masahiro)
Voix japonaise : Lui-même
Il est commentateur de course dans Road to the Top, troisième saison, et Beginning of a New Era.
Yokichi Okubo (ja) (大久保 洋吉, Ōkubo Yōkichi)
Voix japonaise : Lui-même
Il est commentateur de course dans Beginning of a New Era.
Shinji Saito (斉藤 慎二, Saitō Shinji)
Voix japonaise : Lui-même
Il est journaliste de course dans la troisième saison et animateur d'une émission de télévision dans Beginning of a New Era,.
Sensuke Fujii (藤井 泉助, Fujii Sensuke)
Voix japonaise : Daisuke Takahashi
C'est un journaliste de Cinderella Gray.
Etsuko Otonashi (乙名史 悦子, Otonashi Etsuko)
Voix japonaise : Emiri Suyama
Elle est journaliste pour un magazine de jeux vidéo.
Elle est apparue pour la première fois dans l'anime Umayuru.
Sasami Anshinzawa (安心沢 刺々美, Anshinzawa Sasami)
Voix japonaise : Kikuko Inoue
C'est une médecin suspecte issue d'un jeu vidéo.
Elle est apparue pour la première fois dans l'anime Umayuru.
Manami-sensei (まなみ先生)
Voix japonaise : Ai Nonaka (vomic)
Elle est institutrice de maternelle à PisuPisu☆SupiSupi Golshi-chan. Elle est la professeure principale de la classe Ninjin à la maternelle Midori, à laquelle appartient Gold Ship.